# Podnemić
Podnemić (izvirno srbsko Поднемић) je naselje v Srbiji, ki upravno spada pod Občino Ljubovija; slednja pa je del Mačvanskega upravnega okraja.

## Demografija
V naselju živi 318 polnoletnih prebivalcev, pri čemer je njihova povprečna starost 38,7 let (37,7 pri moških in 39,7 pri ženskah). Naselje ima 142 gospodinjstev, pri čemer je povprečno število članov na gospodinjstvo 2,96.
To naselje je popolnoma srbsko (glede na rezultate popisa iz leta 2002), a v času zadnjih treh popisov je opazno zmanjšanje števila prebivalcev.
|  |

| Demografija | Demografija     | Demografija     |
| Leto        | Št. prebivalcev | Št. prebivalcev |
| ----------- | --------------- | --------------- |
|             |                 |                 |
|             |                 |                 |
|             |                 |                 |
|             |                 |                 |
| 1948        | 766             |                 |
| 1953        | 786             |                 |
| 1961        | 706             |                 |
| 1971        | 588             |                 |
| 1981        | 492             |                 |
| 1991        | 448             | 446             |
| 2002        | 424             | 420             |
|             |                 |                 |

| Etnična sestava po popisu iz leta 2002 | Etnična sestava po popisu iz leta 2002 | Etnična sestava po popisu iz leta 2002 | Etnična sestava po popisu iz leta 2002 | Etnična sestava po popisu iz leta 2002 |
| -------------------------------------- | -------------------------------------- | -------------------------------------- | -------------------------------------- | -------------------------------------- |
| Srbi                                   | Srbi                                   |                                        | 420                                    | 100,0%                                 |
| Neznano                                | Neznano                                |                                        | 0                                      | 0,0%                                   |